# ホセ・マヌエル・マルティン
ホセ・マヌエル・マルティン（西: José Manuel Martín, 1924年5月24日 - 2006年4月12日）は、スペインの俳優。アビラ県カサビエハ出身。1950年代末から映画出演する助演男優で、テレビ作品にも多数出演し、脚本も手がけている。J・M・マルティン（J M Martin）、ホセ・マルティン（Jose Martin）、マヌエル・マルティン（Manuel Martin）とクレジットされることもある。

## 俳優としての特徴
ルイス・ブニュエル監督の『ビリディアナ』（1960年）の乞食役辺りから注目され、数多くの娯楽作からカルロス・サウラ監督作に至るまで幅広い出演歴がある。マカロニ・ウェスタンではジョゼフ・マーティン（Joseph Martin）の変名を使用することもあり、悪役の一味役が多かったが、『五匹の用心棒』（1966年）では5人の主役の一人だった。

## マカロニ・ウエスタン時代
1960年代初頭からイタリア映画界が中心となってスペインで西部劇を製作した。これらが所謂マカロニ・ウエスタンであり、セルジオ・レオーネ監督の『荒野の用心棒』（1964年）の世界的ヒットにより量産体制に拍車が掛かった。マカロニ・ウエスタンの元祖とされる英国とスペインの合作である『荒野の愚連隊』（1962年）の端役出演を皮切りにセルジオ・コルブッチ監督の『ミネソタ無頼』（1964年）やドゥッチオ・テッサリ監督の『夕陽の用心棒（夕陽の用心棒/リンゴーのための拳銃）』（1965年/未/TV放映/ビデオ）等にも脇役出演する様になった。米国の西部劇スターだったガイ・マディスン主演の『荒野の七人』スタイルの『五匹の用心棒』（1966年）ではジョヴァンニ・チャンフリーリアやヴィダル・モリーナ等と共に5人のガンマン役で出演した。当時はジュリアーノ・ジェンマを始め、フランコ・ネロ、リチャード・ハリスン、クラウス・キンスキー、アンソニー・ステッフェン、ロバート・ライアン、マイケル・レニー等々数多のスターが主演の作品の脇を固めた一人だった。
以後、癖のある風貌からクレイグ・ヒル主演の『西部の無頼人』（1968年/未/TV放映）の犯人一味やスペインで撮影されたハリウッド西部劇『100挺のライフル』（1967年）のラクエル・ウェルチ扮するメキシコ娘の政府軍に殺される父親役に起用された。彼と同時代に活動したアルド・サンブレル同様にスペイン・ロケのハリウッド映画や合作映画の顔として印象を残すに至った。チャールトン・ヘストン監督、主演の『アントニーとクレオパトラ』（1972年）にも脇役出演している。

## フィルモグラフィ
・『荒野の愚連隊』（1962年）
・『墓標には墓標を』（1962年/未/テレビ放映）
・『脱走計画』（1963年）
・『ミネソタ無頼』（1964年）
・『夕陽の用心棒』（1964年/未/テレビ放映/ビデオ）
・『モヒカン族の最後』（1965年/未ソフト化）
・『革命児カランチョ/危機一髪』（1965年/未/テレビ放映）
・『南から来た用心棒』（1966年）
・『さいはての用心棒』（1966年）
・『さすらいの一匹狼』（1966年）
・『復讐のジャンゴ/岩山の決闘』（1966年/未/テレビ放映）
・『地獄から来たプロガンマン』（1966年）
・『キス・キス・バン・バン』（1966年/未/テレビ放映/DVD
・『復讐の四ドル』（1966年/未ソフト化）
・『群盗荒野を裂く』（1966年）
・『裏切りの荒野』（1967年）
・『情無用のならず者』（1967年）
・『西部の無頼人』（1967年/未/テレビ放映/DVD）
・『死の戦線ノルマンディ』（1967年/未/テレビ放映/ビデオ）
・『白昼の大列車強盗』（1967年/未/テレビ放映/DVD）
・『100挺のライフル』（1967年）
・『アウトローガン』（1968年/未/テレビ放映）
・『無頼プロフェッショナル』（1971年/未/テレビ放映/DVD）
・『新・さすらいの用心棒/ベン&チャーリー』（1971年/未/テレビ放映/DVD）
・『アントニーとクレオパトラ』（1972年）
・『カットスローツナイン』（1972年/未/テレビ放映/DVD）
など多数。中にはクレジットの無い作品も含む。